# Château-Verdun
Château-Verdun é uma comuna francesa na região administrativa de Occitânia, no departamento de Ariège.